# Isparta
Isparta este un oraș din Turcia, capitala provinciei Isparta, cu același nume. Provincia este renumită pentru covoarele sale, cultivarea trandafirilor și produsele fabricate din ulei de trandafiri.